# Nathan Júnior
Nathan Júnior (sinh ngày 10 tháng 3 năm 1989) là một cầu thủ bóng đá người Brasil.

## Sự nghiệp câu lạc bộ
Nathan Júnior đã từng chơi cho Tokushima Vortis.